# Список заслуженных работников дипломатической службы Российской Федерации
В статье представлен список лиц, которым присвоено почётное звание «Заслуженный работник дипломатической службы Российской Федерации». После имени указывается должность или дипломатический ранг на момент присвоения почётного звания.
Первыми дипломатами, удостоенными почётного звания (15 июня 1999 года), были А. Ф. Добрынин, А. И. Калинин, Б. Л. Колоколов, Н. М. Луньков, О. А. Трояновский.

## А
- Авдеев Александр Алексеевич, посол в Ватикане, представитель при Суверенном Мальтийском Ордене по совместительству[1]
- Адамишин Анатолий Леонидович, посол в отставке[2]
- Акопов Погос Семенович, посол в отставке, председатель Совета Ассоциации российских дипломатов[3]
- Аксенёнок Александр Георгиевич, Чрезвычайный и Полномочный Посол в отставке [4]
- Алексеев Александр Юрьевич, заместитель Министра иностранных дел Российской Федерации[5]
- Афанасьев Евгений Владимирович, посол в Японии[1]

## Б
- Белоногов Александр Михайлович, посол в отставке[6]
- Берденников Григорий Витальевич, посол по особым поручениям Министерства иностранных дел Российской Федерации[7]
- Бондаренко Александр Павлович, посол[8]

## В
- Воронцов Юлий Михайлович, посол в отставке[9]

## Г
- Гринин Владимир Михайлович, посол в Федеративной Республике Германия[10]

## Д
- Денисов Андрей Иванович, Постоянный представитель Российской Федерации при Организации Объединённых Наций в Нью-Йорке[2]
- Дмитриев Андрей Викторович, посол в Республике Куба[11]
- Добрынин Анатолий Фёдорович, посол[12]
- Дрюков Анатолий Матвеевич, посол в Республике Армения[13]
- Дубинин Юрий Владимирович, посол в отставке[2]

## Е
- Елизаров Николай Михайлович, эксперт Генерального секретариата (Департамента) Министерства иностранных дел Российской Федерации[14]

## И
- Иванов Игорь Сергеевич, Министр иностранных дел Российской Федерации[15]

## К
- Кабулов Замир Набиевич, специальный представитель Президента Российской Федерации по Афганистану, председатель Межведомственной комиссии по Афганистану, советник Министра иностранных дел Российской Федерации.[16]
- Кадакин Александр Михайлович, посол в Республике Индии[17]
- Казимиров Владимир Николаевич, посол в отставке[6]
- Калинин Арнольд Иванович, посол в Республике Куба и по совместительству в Барбадосе[12]
- Карасин Григорий Борисович, посол в Соединённом Королевстве Великобритании и Северной Ирландии[17]
- Квицинский Юлий Александрович, посол в Королевстве Норвегия[18]
- Кисляк Сергей Иванович, посол в Соединённых Штатах Америки и Постоянный наблюдатель Российской Федерации при Организации американских государств в Вашингтоне[19]
- Ковалёв Анатолий Гаврилович, посол[18]
- Колоколов Борис Леонидович, посол[12]
- Комплектов Виктор Георгиевич, посол в отставке[6]
- Корниенко Георгий Маркович, посол[18]
- Котов Юрий Михайлович, посол в Королевстве Марокко[20]

## Л
- Лавров Сергей Викторович, Министр иностранных дел Российской Федерации[17]
- Лосюков Александр Прохорович, заместитель Министра иностранных дел Российской Федерации[20]
- Лощинин Валерий Васильевич, посол[21]
- Луньков Николай Митрофанович, посол[12]

## М
- Малаян Эдуард Рубенович, Чрезвычайный и Полномочный Посол в отставке [4]
- Мамедов Георгий Энверович, посол в Канаде[22]
- Мастерков Лэм Александрович, посол[23]
- Миронов Лев Давыдович, посол по особым поручениям Министерства иностранных дел Российской Федерации[13]
- Мозель Константин Николаевич, посол в отставке[24]
- Мусатов Валерий Леонидович, посол в Венгерской Республике[20]

## О
- Орлов Александр Константинович, посол во Французской Республике[25]

## П
- Панов Александр Николаевич, посол в Королевстве Норвегия[26]
- Пересыпкин Олег Герасимович, посол[8]
- Петровский Владимир Федорович, главный научный сотрудник Института Европы Российской академии наук[27]
- Попов Вениамин Викторович, посол по особым поручениям[20]
- Пядышев Борис Дмитриевич, главный редактор журнала «Международная жизнь», посол[8]

## Р
- Разов Сергей Сергеевич, посол в Китайской Народной Республике[28]
- Рогачёв Игорь Алексеевич, посол в Китайской Народной Республике[29]

## С
- Садчиков, Николай Иванович — посол в отставке[30]
- Салтанов Александр Владимирович, заместитель Министра иностранных дел Российской Федерации[31]
- Сафонов Дмитрий Федорович, посол в отставке[32]
- Стрельцов Михаил Николаевич, эксперт Департамента по вопросам безопасности и разоружения Министерства иностранных дел Российской Федерации[33]

## Т
- Тарасов Геннадий Павлович, посол по особым поручениям Министерства иностранных дел Российской Федерации[34]
- Терехов Владислав Петрович, посол в отставке[20]
- Тихвинский Сергей Леонидович, посол[8]
- Торкунов Анатолий Васильевич, ректор Московского государственного института международных отношений (университета) МИД Российской Федерации[35]
- Трояновский Олег Александрович, посол[12]

## У
- Уранов Геннадий Васильевич, представитель Российской Федерации при Ватикане и по совместительству при Мальтийском ордене, посол[8]
- Ушаков Юрий Викторович, посол в Соединённых Штатах Америки[36]

## Ф
- Федотов Алексей Леонидович, посол в Словацкой Республике[37]
- Федотов Юрий Викторович, посол в Соединённом Королевстве Великобритании и Северной Ирландии[38]

## Ч
- Чаплин Борис Николаевич, посол в отставке[39]
- Червоненко Степан Васильевич, посол[18]

## Х
- Хильчевский Юрий Михайлович, посол в отставке, руководитель Центра истории российской дипломатической службы[40]

## Статистика
Присвоение почётного звания по годам:
| 1999 | 2000 | 2001 | 2002 | 2003 | 2004 | 2005 | 2006 | 2007 | 2008 | 2009 | 2010 | 2011 | 2012 | 2013 | 2014 | 2015 | 2016 | 2017 | 2018 | 2019 | 2020 | 2021 | 2022 | 2023 | 2024 | 2025 | Всего |
| ---- | ---- | ---- | ---- | ---- | ---- | ---- | ---- | ---- | ---- | ---- | ---- | ---- | ---- | ---- | ---- | ---- | ---- | ---- | ---- | ---- | ---- | ---- | ---- | ---- | ---- | ---- | ----- |
| 6    | 9    | 0    | 3    | 1    | 4    | 10   | 4    | 0    | 2    | 2    | 1    | 3    | 3    | 3    | 3    | 2    | 2    | 1    | 0    | 1    | 1    | 0    | 0    | 0    | 0    | 3    | 64    |